# Малые Янгурцы
 Малые Янгурцы  — деревня в Мари-Турекском районе Республики Марий Эл. Входит в состав Марийского сельского поселения.

## География
Находится в восточной части республики Марий Эл на расстоянии приблизительно 32 км по прямой на юг-юго-восток от районного центра посёлка Мари-Турек.

## История
Была основана в 1923 году переселенцами из деревни Большие Янгурцы Балтасинского района Татарской АССР. В 1931 году в деревне насчитывалось 42 жителя. В 2000 году оставались три семьи. Работали колхозы «Вильгурт», «Новая жизнь» совхозы имени Кирова и «За мир».

## Население
Население составляло 5 человек (удмурты 80 %) в 2002 году, 3 в 2010.